# Иоголевич, Иван Александрович
Иван Александрович Иоголевич (род. 1971) ― российский педагог и общественный деятель. 

## Биография
Родился в 1971 году в семье педагогов. Отец, Александр Зельманович ― директор Дворца пионеров, стоял у истоков создания областного научного общества учащихся. Мать ― Мария Ивановна, учитель литературы.
В 1993 году с отличием окончил физический факультет Челябинского государственного педагогического института и стал преподавать физику в лицее №31 ― из стен которого несколькими годами ранее вышел сам. 
Ученики Иоголевича неоднократно становились победителями олимпиад по физике, в том числе на международном уровне. Сам также участвует в организации областных олимпиад, является членом предметной комиссии и жюри Всероссийской олимпиады по физике; принимает участие в международных физических олимпиадах в качестве наблюдателя от Российской Федерации.
Депутат Законодательного собрания Челябинской области IV созыва, член фракции «Единая Россия».
В 2010―2015 годах ― директор Дворца пионеров и школьников имени Н. К. Крупской.

### Семья
Супруга ― Ирина Юрьевна, учитель математики, работает в лицее №31.

### Признание
Лауреат премий президента России и губернатора Челябинской области за работу с одарёнными детьми. В 2005 году был удостоен премии «Учитель года России». Почётный работник общего образования Российской Федерации.